# Hamilton Egyetem

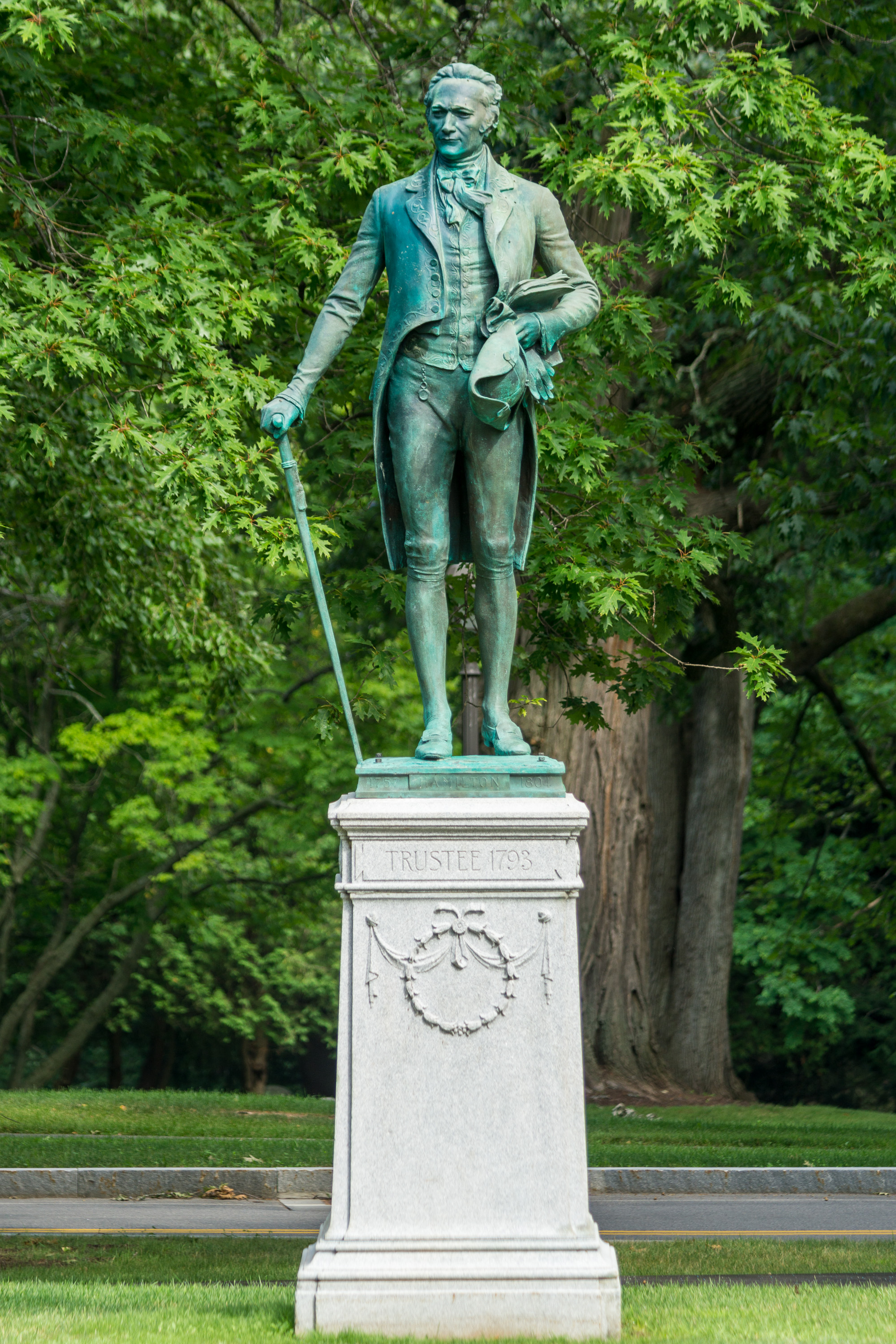
Alexander Hamilton szobra az egyetemi kápolnával szemben található.

A Hamilton Egyetem (Hamilton College) vallásilag független, magán felsőoktatási intézmény az Amerikai Egyesült Államokban. Az Adirondack-hegység lábainál, a Mohawk völgyben található.

## Története

### Hamilton-Oneida Academy

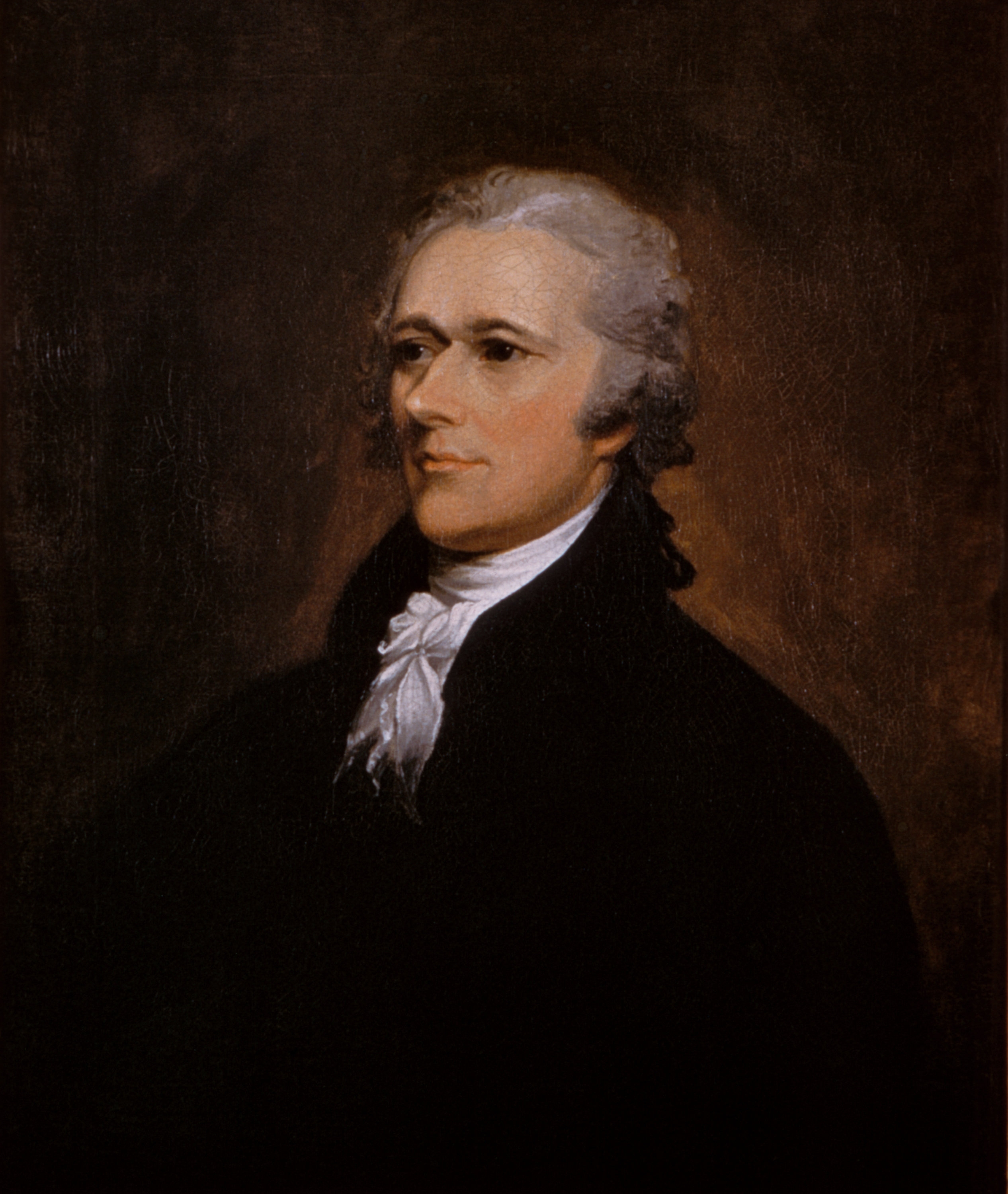
Alexander Hamilton, az egyetem névadója és támogatója. Az Egyesült Államok első pénzügyminiszteréről a portrét John Trumbull készítette 1806-ban.

1793-ban Samuel Kirkland (1741-1808) presbiteriánus lelkész az Oneida indiánoknál töltött missziója keretében mély barátságot kötött Shenandoah (Skenandoa) törzsfővel (1706-1816). A két férfi akadémiát kívánt alapítani, ahol fehér és indián fiúk egyaránt tanulhattak. Tervüket George Washington elnök és Alexander Hamilton pénzügyminiszter is támogatta, utóbbi első igazgatósági tagja és névadója lett a létrejött Hamilton-Oneida Akadémiának. A jelenleg Clinton kisvároshoz közeli több hektáros területet Shenandoah adományozta Kirklandnek, ahol 1794. július 1-jén került sor az alapkő lefektetésére Oneida és telepes delegációk körében. A Hamilton ezzel az Egyesült Államokban alapított első 30 felsőoktatási intézmény közé tartozik. Az akadémia csaknem 20 évig működött, Kirkland erőfeszítései azonban nem érték el a kitűzött célt. A kezdetben itt tanuló pár indiánon kívül a diákok nagy része a fehér telepesek gyerekei voltak. Kirkland már nem, de Shenandoah megérte az akadémia átalakítását, amikor az egyetem alapító iratából az Oneida diákok kihagyásra kerültek. Kirkland jelenleg a Hamilton Egyetem sírkertjében nyugszik. Rituális szokással ellentétben a 110 évet megélt Shenandoah törzsfő kérte, hogy végső nyughelye barátja mellett legyen, így sírja Kirkland mellett található. 2004 óta egy kollégium, a Skenandoa Ház, őrzi nevét.

### Alapítása

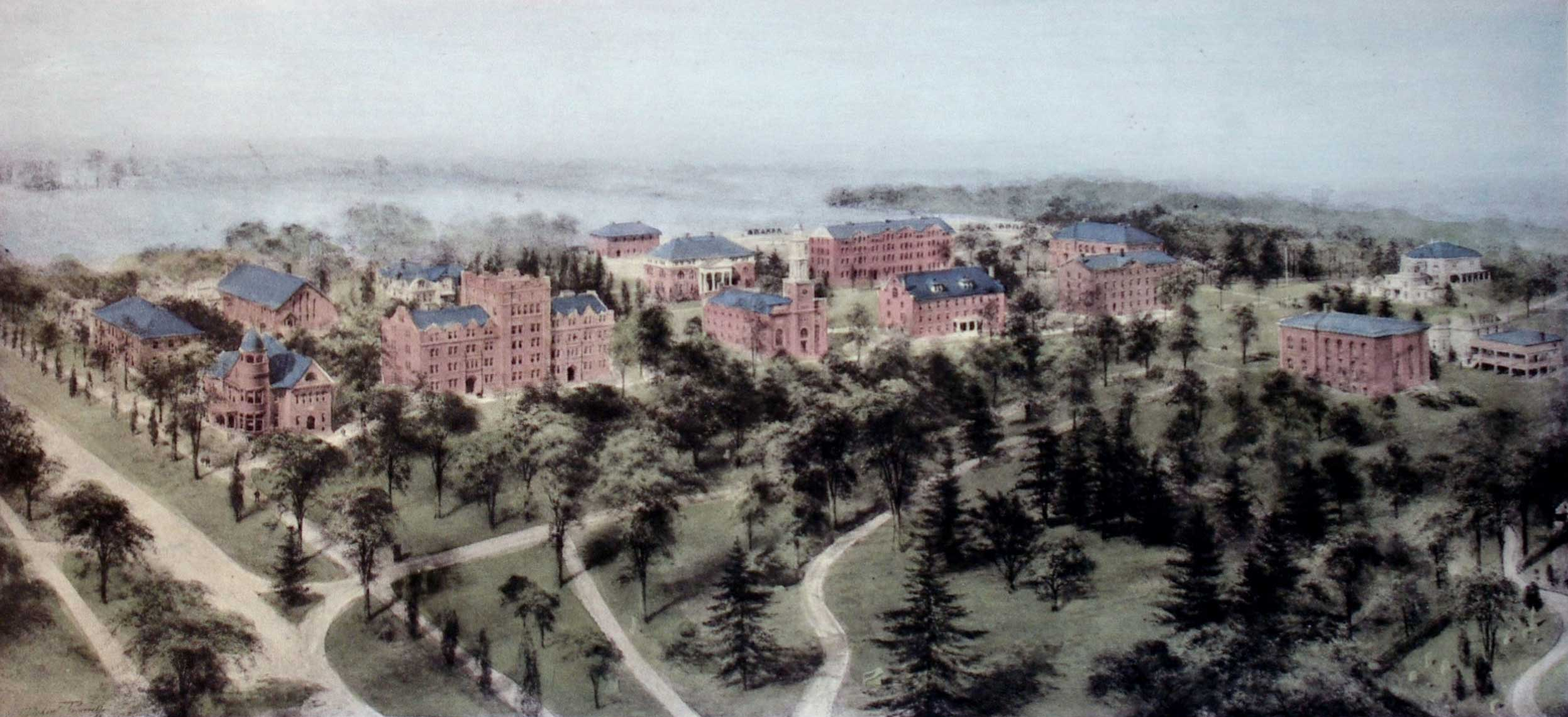
Richard Rummel festménye az 1900-as évek elejéről egy hőlégballonból. Középen a Chapel, balra a ma Kirkland nevet viselő kollégium, jobbra a North és South Hall kollégiumok.

1812-ben bevezették a négy éves egyetemi oktatást, így Hamilton College néven New York állam harmadik legrégebbi egyetemévé vált. Népszerűsége az amerikai polgárháborút megelőző évtizedekben emelkedett. Ebben az időszakban a jelentkező diákok felé szigorú görög és latin nyelvi követelményeket támasztottak. Az egyetemen oktatott tantárgyak voltak még: filozófia, történelem, matematika és hittan. Az egyetemet a korban a szónoki képességek elsajátítására fektetett hangsúly emelte ki.
A diákok az 1800-as években a saját maguk által gyűjtött fával fűtöttek, a campus épületei és kollégiumai közül legtöbbnél még láthatóak (de nem használhatóak) a kandallók. Minden reggel a kápolnában gyűltek össze, ahol az egyetem elnöke beszélt. Ekkor alakultak ki irodalmi társaságok és testvériségek, melyek közül több ma is működik.
A 20. század elején az egyetem kilencedik elnöke, M. Woolsey Stryker igyekezett lazítani az egyházi kapcsolatokon és vallásilag független intézményt kialakítani (bár Woolsey maga is presbiteriánus prédikátor volt). Elnöksége (1892-1917) alatt a campus felújításon ment keresztül, valamint a modern nyelvek és tudományok helyet kaptak a tantervben. Egészen az 1980-as évekig szokás volt a campus északi felét Stryker campusnak hívni.
Frederick Carlos Ferry elnöksége (1917-1938) alatt a Hamilton az amerikai bölcsészegyetemek (liberal arts college) élvonalába került, ezt a státuszát a mai napig megőrizte. Támogatást élvezett ekkor a Nobel-békedíjas amerikai külügyminiszter, Elihu Root részéről. Folytatódott a tanterv átformálása, kialakításra került az egyetem követelményrendszere a sportolásra vonatkozóan.

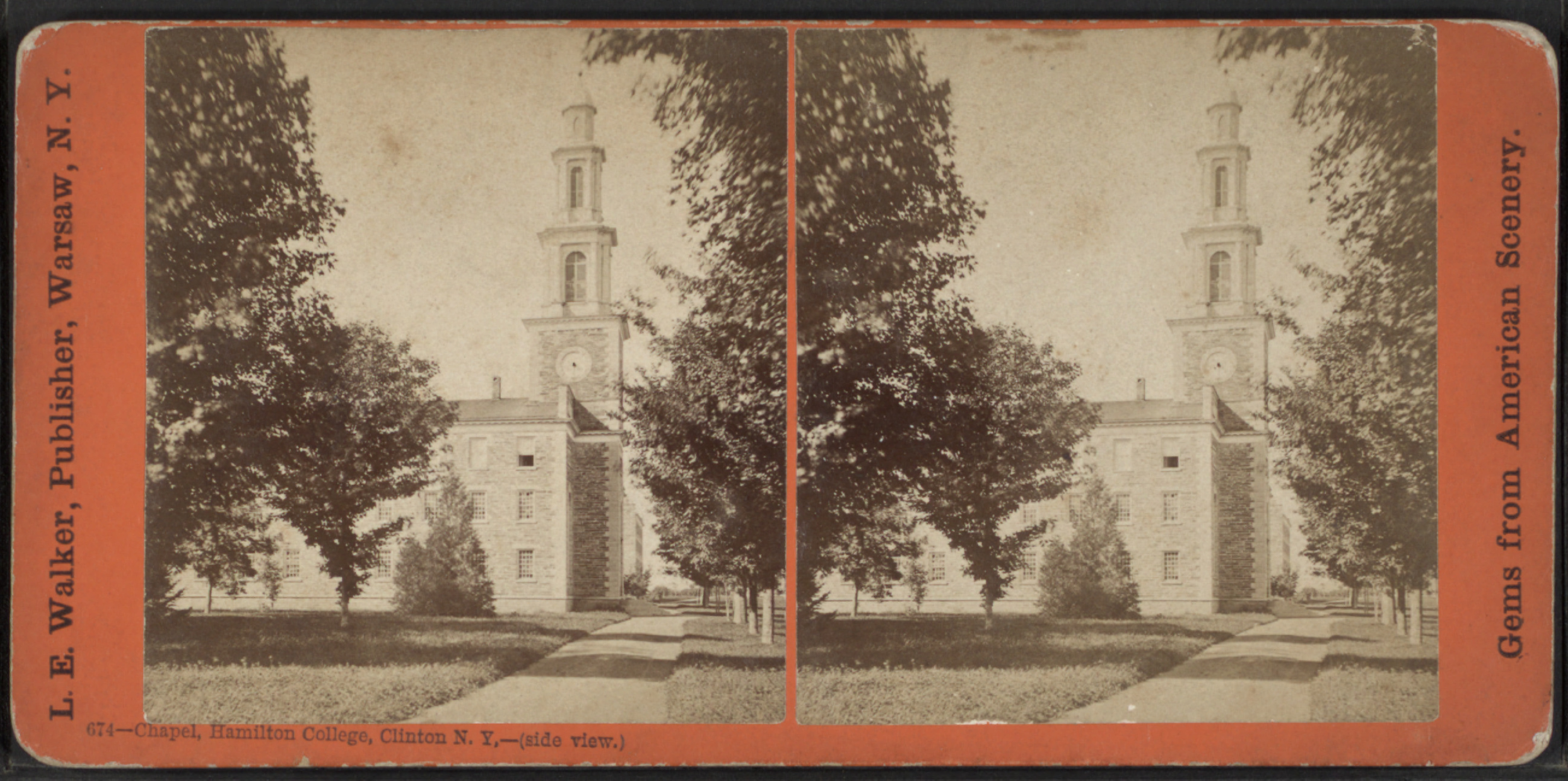
L. E. Walker fényképe az egyetem közepén álló Chapelről a 19. századból.

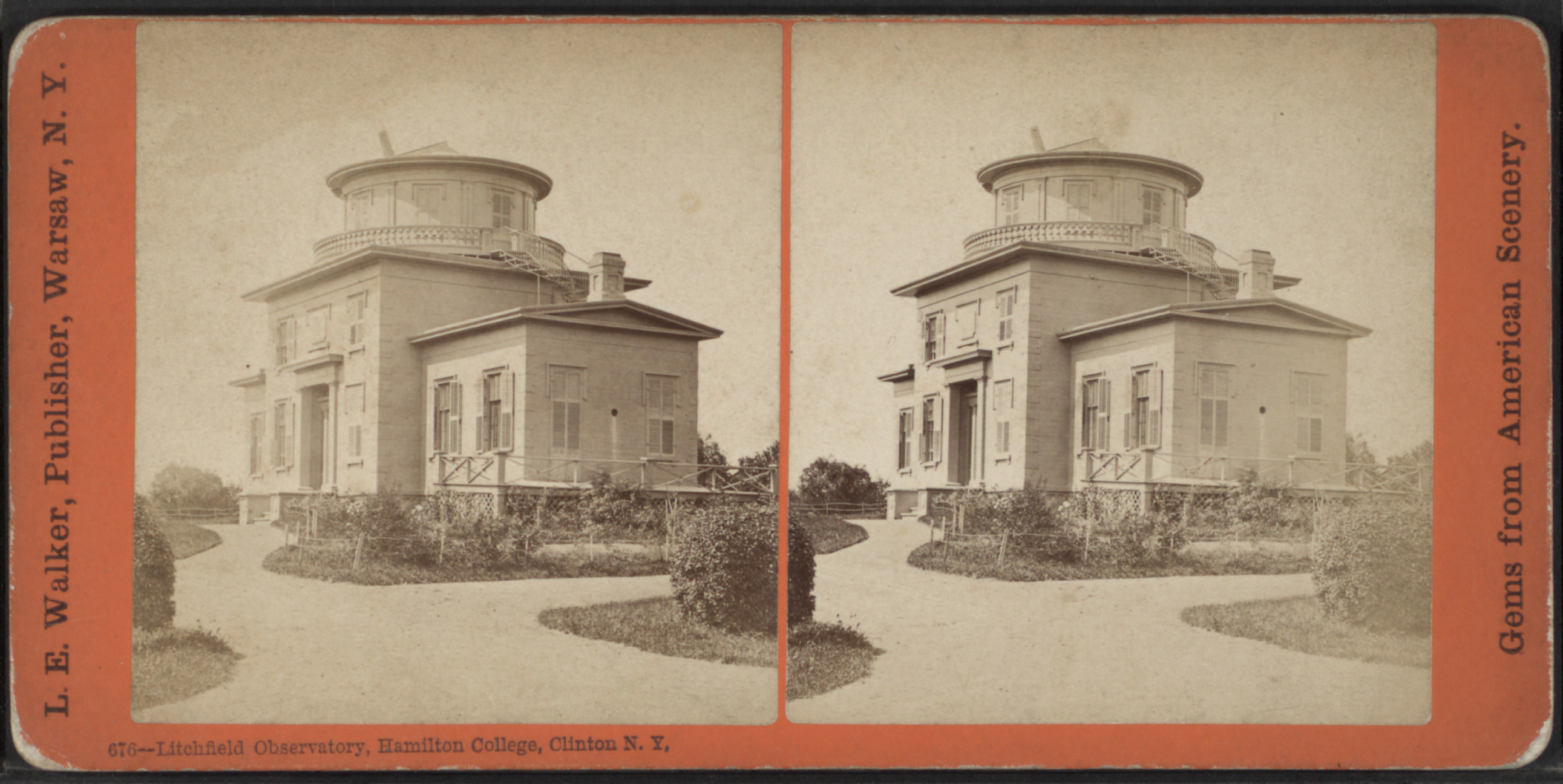
A Litchfield Csillagvizsgáló L. E. Walker fényképén. Ebben az obszervatóriumban fedezett fel Christian H. F. Peters 48 aszteroidát. Az eredeti épület 1918-ban leégett, pár mérfölddel tőle épült fel a tudós nevét viselő Peters Observatory.

A következő évtizedekben alapították az antropológiai, közgazdasági és államtudományokkal foglalkozó tanszékeket, melyek azóta nagy népszerűségre tettek szert és sok diákot vonzanak.

### Koedukált oktatás
Alapítása óta az egyetem kizárólag férfi hallgatókat fogadott. A campus szomszédságában 1968-ban alapították meg a Kirkland Egyetemet, ahol női hallgatók tanultak. A két egyetem sok oktatón és épületen osztozott, amíg 1978-ban egyesültek, működésüket a már koedukált Hamilton College néven folytatják a mai napig.

## Oktatás
A Hamiltonon egy tanév két szemeszterből áll, az őszi augusztus közepétől december közepéig tart, a tavaszi pedig január közepétől május közepéig. Jelentősebb iskolaszünetek ősszel, Hálaadás körül és tavasszal vannak.
Más amerikai egyetemekhez hasonlóan a diákok 4 év (8 szemeszter) után kapnak diplomát.

### Felvételi
A Hamilton Egyetemre évente nagyjából 5600 diák jelentkezik, ebből 1400 diákot vesznek fel. Közülük jellemzően 470-480 diák dönt úgy, hogy itt folytatja tanulmányait. A négy évfolyammal így 1850 körül van a teljes diákság, rajtuk kívül még 150 tanul külföldi programok keretében. A diákok 49 amerikai államból és 49 másik országból származnak.
A 2021-es évfolyam (azaz, akik 2017-ben nyertek felvételt) 482 diákja közül:
- 45% férfi és 55% nő
- 30% kisebbségből származik:
  - 12% hispán
  - 7% ázsiai
  - 6% fekete.
- 6% nemzetközi diák
- 13% elsőként jár egyetemre a családjából.[6]

Az egyetem felvételi rátája 24%.
A felvételizéshez állami vizsgákon kívül esszéket, önéletrajzot, valamint nemzetközi diákok esetében még nyelvvizsgát kérnek. A felvételizőknek ajánlott egy, az egyetem egy volt diákja által levezetett interjún való részvétel.
Felvételizéskor a diákoknak nem kell megjelölniük kívánt szakot, erre később nyílik lehetőség.

### Tanterv
A Hamiltonon ún. Open Curriculum, azaz Nyílt tanterv alapján oktatnak. A diákoknak lehetőségük nyílik az egyetem által kínált kurzusok közül bármelyiket felvenni. (Bizonyos oktatók támaszthatnak előzetes követelményeket, például egy alapozó kurzus felvételét a megelőző szemeszterben, vagy nyelvtudás szerint.)

### Diplomakínálat
Az egyetem csak bölcsészdiplomákat (B.A. és B.Sc.) ad. Minden diák a negyedik szemeszter végére dönti el, milyen diplomát kíván elérni. Ezután, a hátralévő négy szemeszterben a szóban forgó diplomához szükséges kurzuskövetelményeket követi.
A Hamiltonon 56 területen lehet tanulni (field of study), ezek közül pedig 43-ból tudnak diplomázni a diákok. Lehetőségük van két főtárgyat választani (double major), vagy egy főtárgy mellé két melléktárgyat társítani (major with double minor).

#### Főtárgyak
A következő tárgyakból szerezhetnek a diákok diplomát (concentration vagy major). Legtöbb esetben a diákok 10 kurzust teljesítenek, majd diplomamunkájukat is a tárgyhoz kapcsolódóan végzik. Ezek ugyanakkor (eltérő követelményekkel) melléktárgyként is tanulhatók (minor).
- Afrikai és afroamerikai tanulmányok (Africana Studies)
- Amerikai tanulmányok (American Studies)
- Antropológia (Anthropology)
- Régészet (Archeology)
- Művészet (Art)
- Művészettörténet (Art History)
- Ázsiai tanulmányok (Asian Studies)
- Biokémia/Molekuláris biológia (Biochemistry/Molecular Biology)
- Biológia (Biology)
- Kvantumkémia (Chemical Physics)
- Kémia (Chemistry)
- Kínai tanulmányok (Chinese)
- Mozgókép és média tanulmányok (Cinema and Media Studies)
- Klasszika-filológia (Classics)
- Összehasonlító irodalom (Comperative Literature)
- Informatika (Computer Science)
- Tánc- és mozgástanulmányok (Dance and Movement Studies)
- Közgazdaságtan (Economics)
- Angol (English)
- Környezetvédelem (Environmental Studies)
- Idegennyelvek (Foreign Languages)
- Francia és frankofón tanulmányok (French and Francophone Studies)
- Geoarcheológia (Geoarcheology)
- Német tanulmányok (German Studies)
- Államtudományok (Government)
- Hispán tanulmányok (Hispanic Studies)
- Történelem (History)
- Interdiszciplináris koncentráció (ld. lent)
- Irodalom és kreatív írás (Literature and Creative Writing)
- Matematika (Mathematics)
- Zene (Music)
- Idegtudomány (Neuroscience)
- Filozófia (Philosophy)
- Fizika (Physics)
- Pszichológia (Psychology)
- Közpolitika (Public Policy)
- Vallástudomány (Religious Studies)
- Orosz nyelv és kultúra (Russian Studies)
- Szociológia (Sociology)
- Spanyol nyelv és kultúra (Spanish)
- Színművészet (Theatre)
- Nő- és Nemtudomány (Women's and Gender Studies)
- Nemzetközi politika (World Politics)

#### Melléktárgyak
Tíz olyan tárgy van, amit csak melléktárgyként lehet felvenni (minor):
- Csillagászat (Astronomy)
- Kommunikáció (Communication)
- Digitális művészet (Digital Arts)
- Pedagógia/Tanárképzés (Education Studies)
- Japán nyelv és kultúra (Japanese)
- Igazságszolgáltatás és jogtudomány (Jurisprudence, Law and Justice Studies)
- Latin-amerikai tanulmányok (Latin American Studies)
- Nyelvészet (Linguistics)
- Középkori és reneszánsz tanulmányok (Medieval and Renaissance Studies)
- Közel-keleti és iszlám tanulmányok (Middle East and Islamic World Studies)

#### Egyéb tárgyak
Tanulható, de diplomát nem adó területek:
- Arab nyelv és kultúra (Arabic)
- Héber nyelv és kultúra (Hebrew)
- Olasz nyelv és kultúra (Italian)

Más tanulható nyelvek:
- Szuahéli
- Koreai

### Interdiszciplináris koncentráció
A diákoknak lehetőségük nyílik saját főtárgyukat megtervezni. Amennyiben két terület közötti érdeklődésük van, amit az egyetem nem kínál (például az audiológia), a már rendelkezésre álló tanszékekkel képes kialakítani magának olyan kurzusrendet, amivel megkapja kívánt diplomáját (jelen esetben például a Kommunikáció és Biológia tanszékek jóváhagyásával).

### Külföldi tanulmányok
A Hamilton több "off campus," azaz nem campuson történő programot ajánl. Ezek közül az Egyesült Államokban a diákok Bostonban, New Yorkban és Washington, D.C.-ben tanulhatnak egy félévet, főtárgyuktól függetlenül. A külföldi programok közül legnépszerűbb a Kínában, Franciaországban, Indiában és Spanyolországban megrendezett (melyekre nyelvi követelmények teljesítésével lehet kijutni), de ezeken kívül több, mint 100 más országban folytatott tanulmányi utat és programot is támogatnak.

## Campus

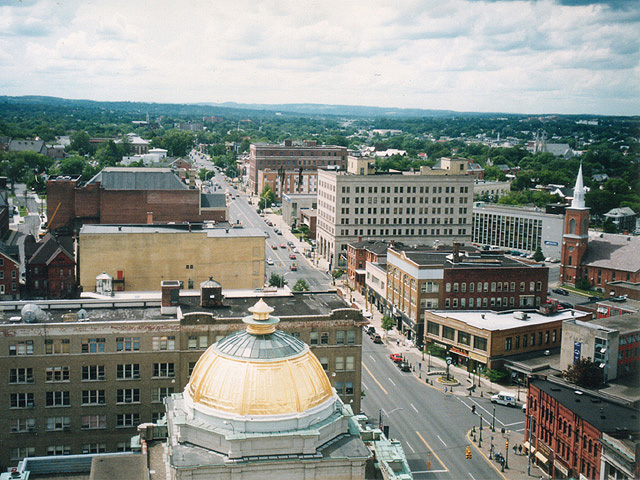
Utica, a legközelebbi város látképe. Lakossága körülbelül 60.000 fő.

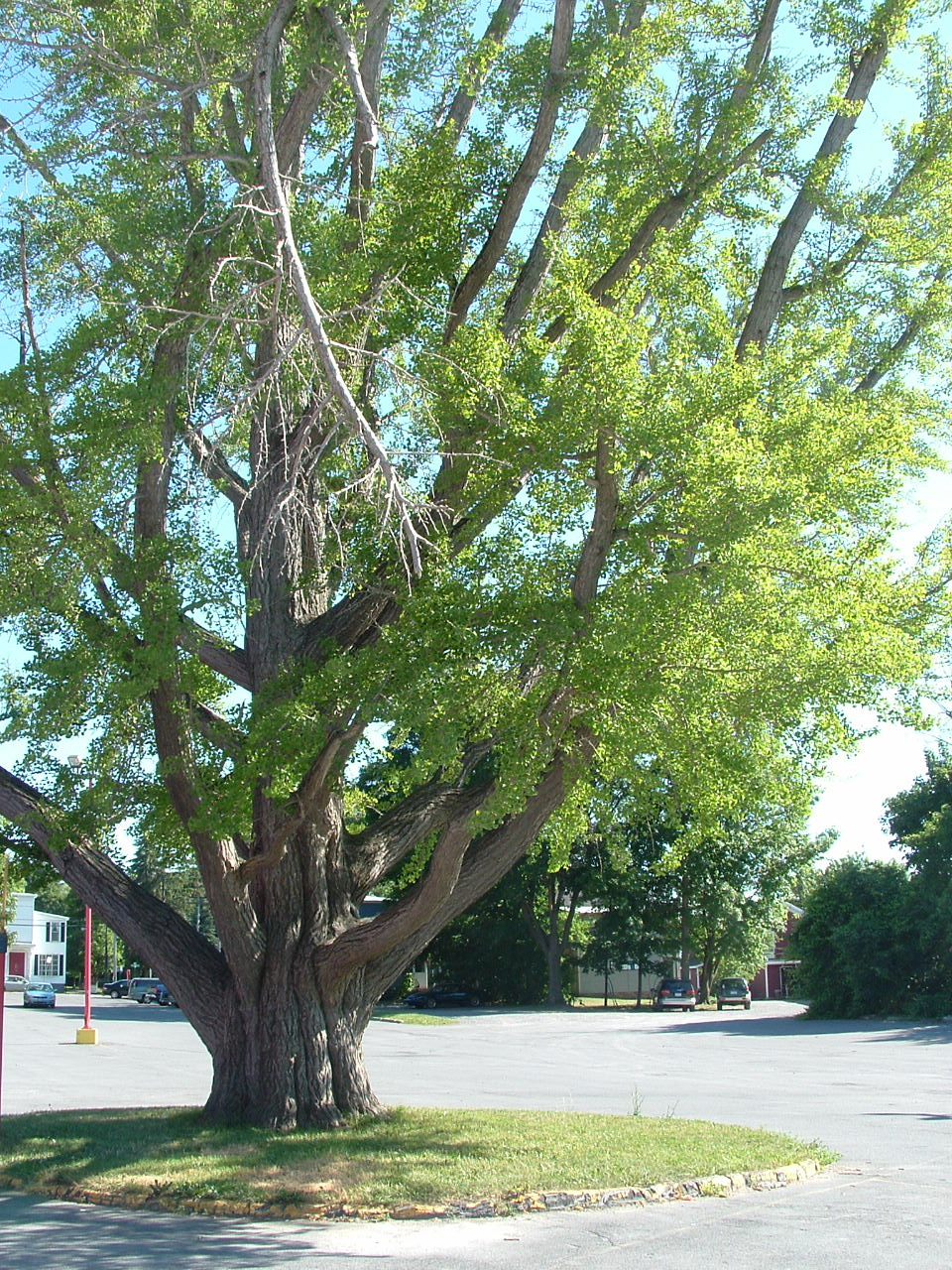
Az 1850-es években ültetett gingko biloba fa Clinton kisváros központjában.

Az egyetem New York államban található, az Adirondack-hegység délnyugati lábánál, a Mohawk-völgyben. Közigazgatásilag Oneida megyéhez, a New York-i Közgyűlés (State Assembly) 117. körzetéhez és a képviselőház 22. körzetéhez tartozik. A legközelebbi nagyvárosok Utica és Syracuse, a campus pedig Clinton kisváros mellett, egy dombtetőn ül (College Hill, vagy the Hill). Az egyetem területe több, mint 5 km², melyhez még tartoznak az erdőben messzebb található épületek, tantermek és központok.

### Elnevezések
A campust két részre tagolja a College Hill Road. Az Akadémiát eredetileg magába foglaló részt szokták északi, Stryker vagy Hamilton résznek hívni, míg a főleg volt Kirkland épületekből állót déli résznek.
A Kirkland campus Sötét Oldal, az északi campus pedig a Világos Oldal nevet is viseli. Ezek az elnevezések elsősorban a diákok körében népszerűek. Eredetük vitatott, legtöbbször az 1960-as évek kirklandi áramszüneteit, a két rész drasztikus építészeti különbségeit (modern és kontinentális), vagy a különböző karok (művészeti és tudományos) elhelyezkedését említik.

### Hamilton College Chapel

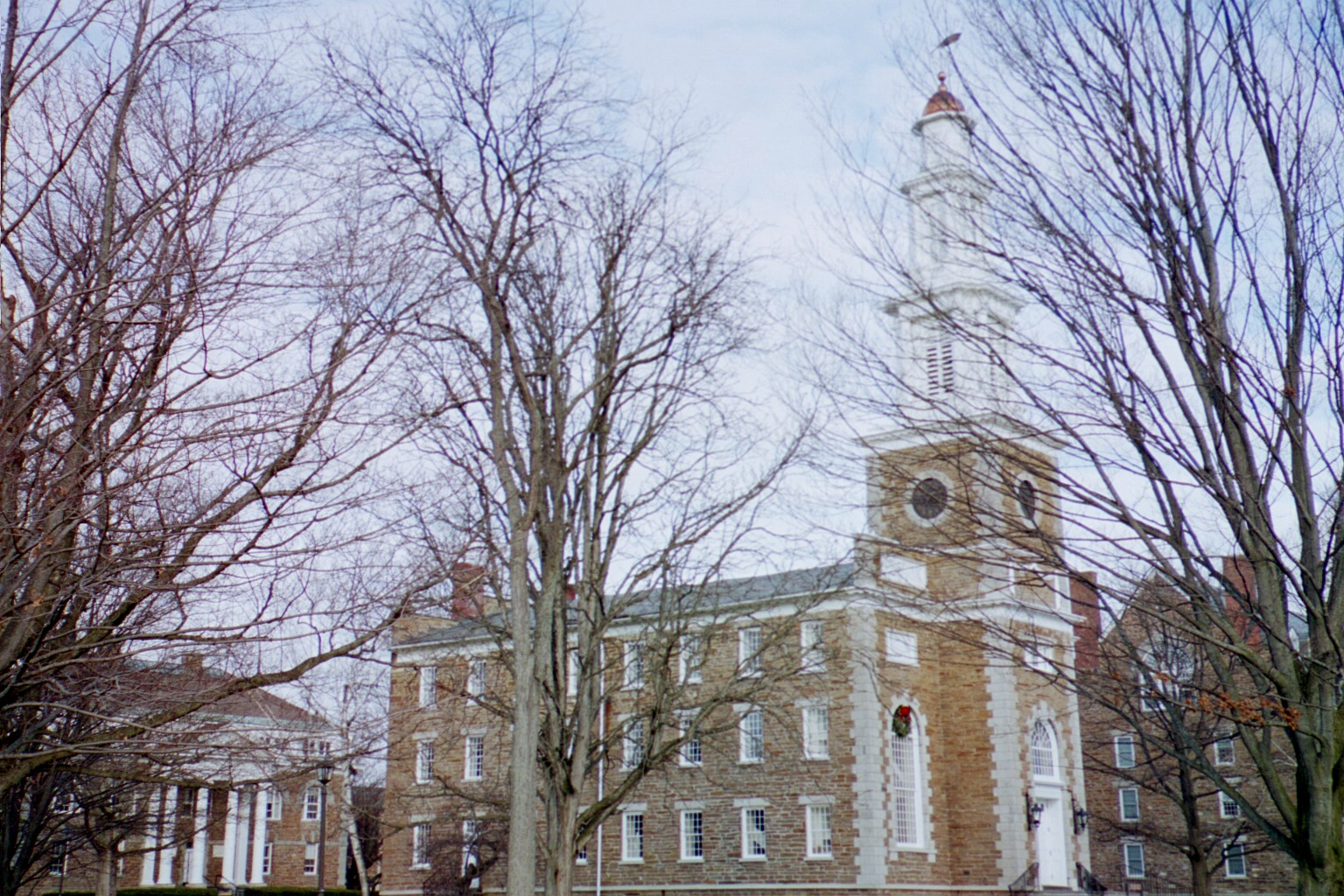
A Chapel déli oldala. Háttérben a Root Hall (b) és a South Hall (j).

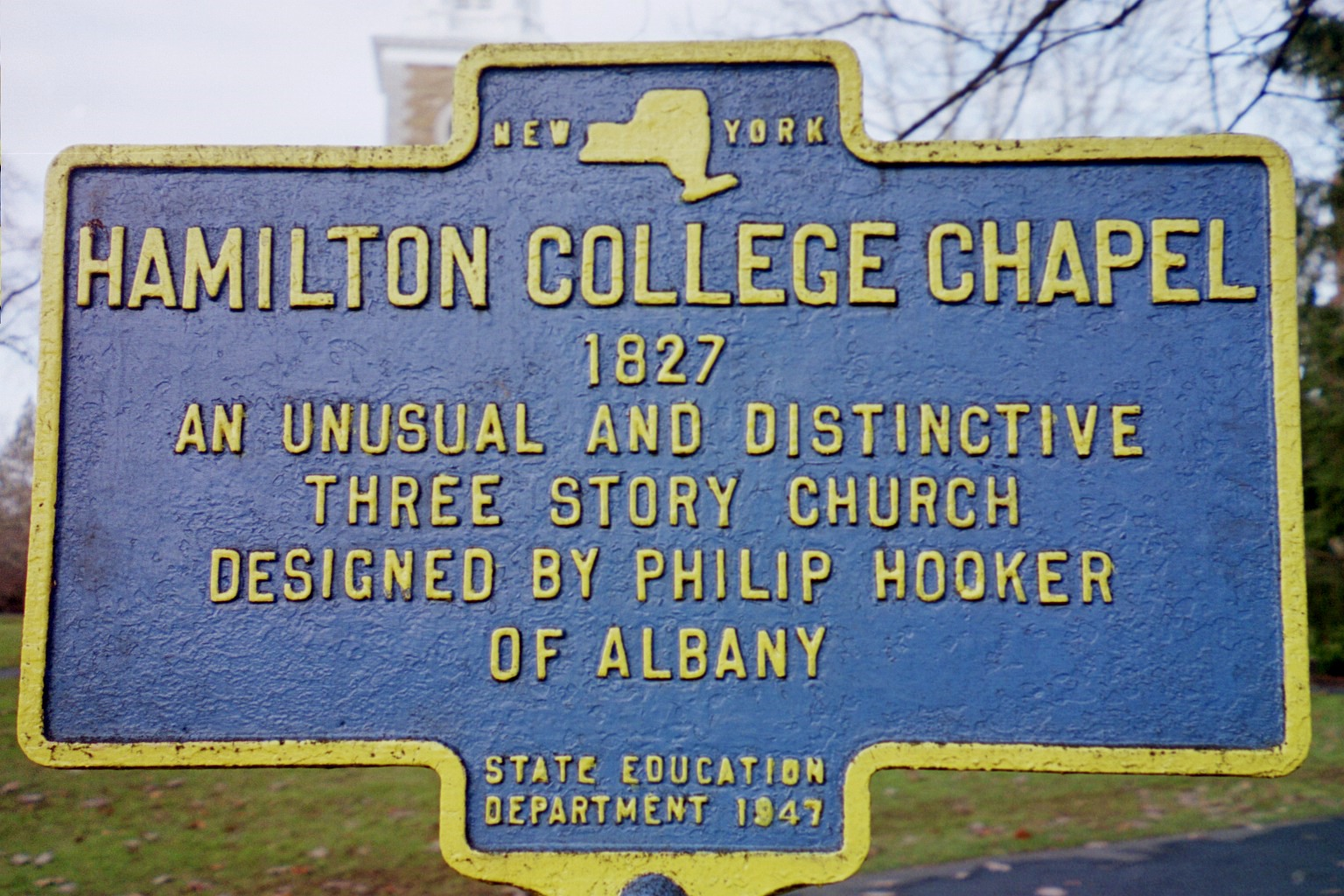
A New York-i Oktatási Hivatal által kihelyezett, történelmi jelentőséget tanúsító tábla. Felirata: "Egy szokatlan és különc háromszintes templom, tervezte Philip Hooker Albanyből."

A campus középpontjában áll az egyetem kápolnája. Az épületet 1827-ben adták át, tervezői és kivitelezői, valamint az építőanyag is New York államból származott. A homlokzaton három íves ablak található, melyek a belső három emeletes teret világítják meg. A kápolna az Egyesült Államokban az utolsó, mely hármas tagolású toronnyal (felépítménnyel) rendelkezik. A tornyot nyolcszög alapú rézkupola fedi, melyen, az egyetem íráskészség felé való elköteleződésének jelképeként, egy tollszár alakú szélkakas ül. A kápolnát eredetileg vallási és adminisztratív feladatokra szánták, majd később az egyetemi könyvtárt szállásolta el, amíg a gyűjtemény ki nem nőtte a harmadik emeletet. Ezután laboratórium kapott helyet benne, a 20. század közepéig pedig a diplomaosztás helyszíneként szolgált. Jelenleg irodáknak, gyűléseknek, koncerteknek és rendezvényeknek ad helyet. A torony három oldalán található órát 1877-ben, a jelenlegi harangokat 1902-ben helyezték el. A kápolnával szemben áll Alexander Hamilton szobra.

### Épületek

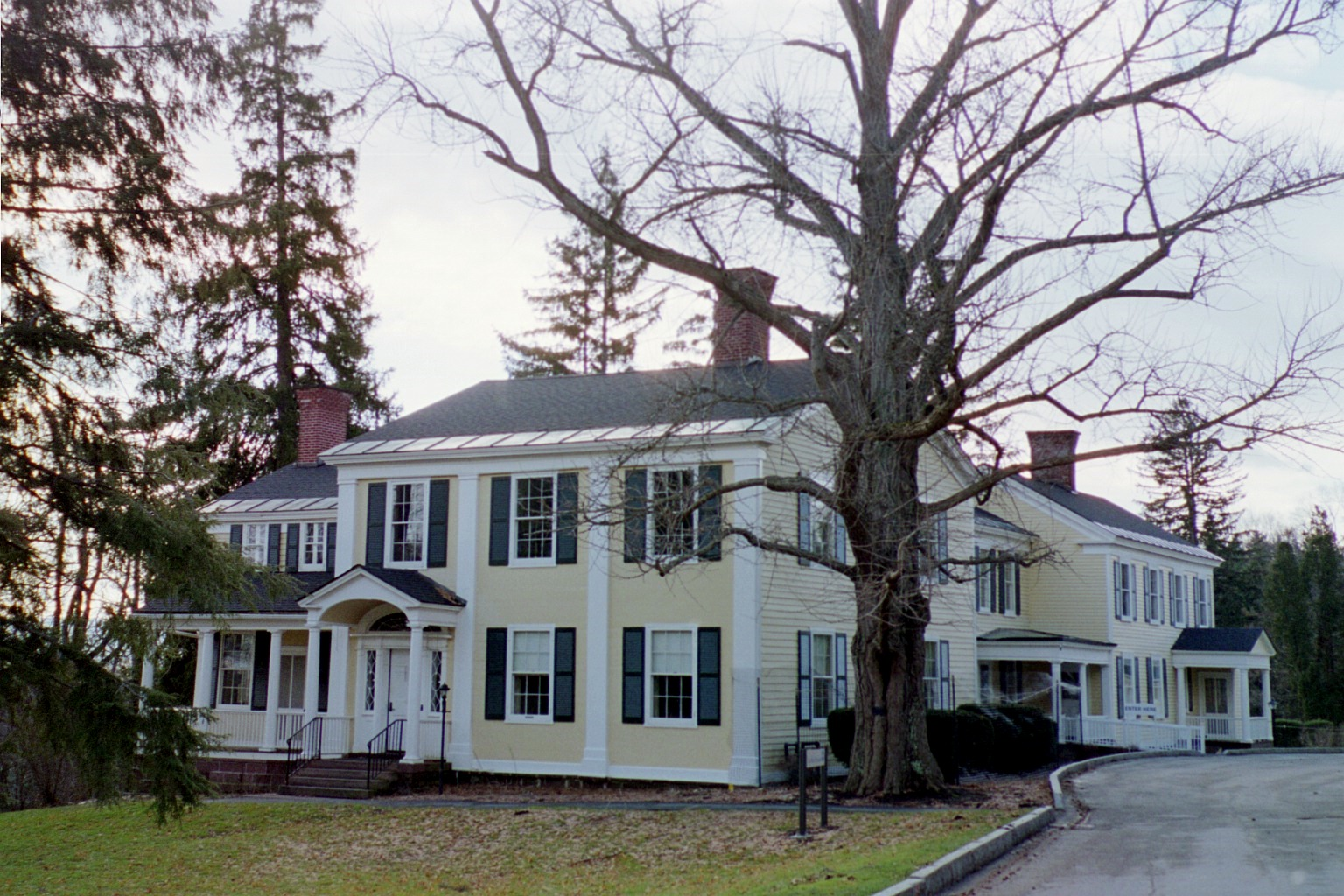
Elihu Root House, az Egyesült Államok 38. külügyminiszterének nyári rezidenciája, ma a dékáni iroda.

A campus építészete jellemző az alapítás korabeli föderalista-kontinentális stílusára. Kiváló példák a nagyobb épületek közül a North és South Hall, a kisebb házak közül a Wertimer és Wallace Johnson House. Ez a négy épület az egyetem 26 kollégiuma közé tartozik. A legkisebb nagyjából 40, míg a legnagyobb (Dunham Hall) 250 tanulót szállásol.

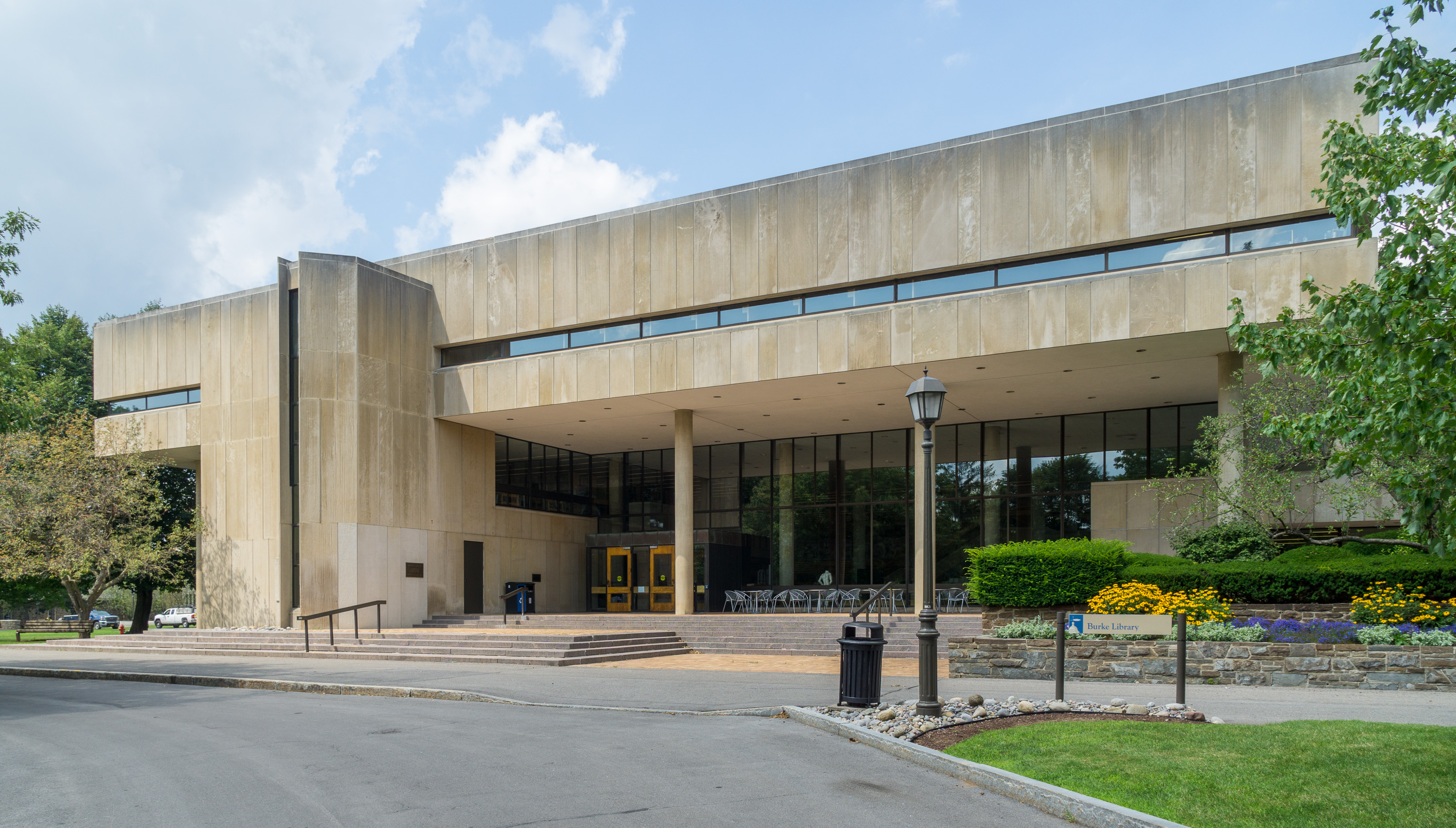
Az 1972-ben felavatott Daniel Burke Könyvtár a campus északi szélén található.

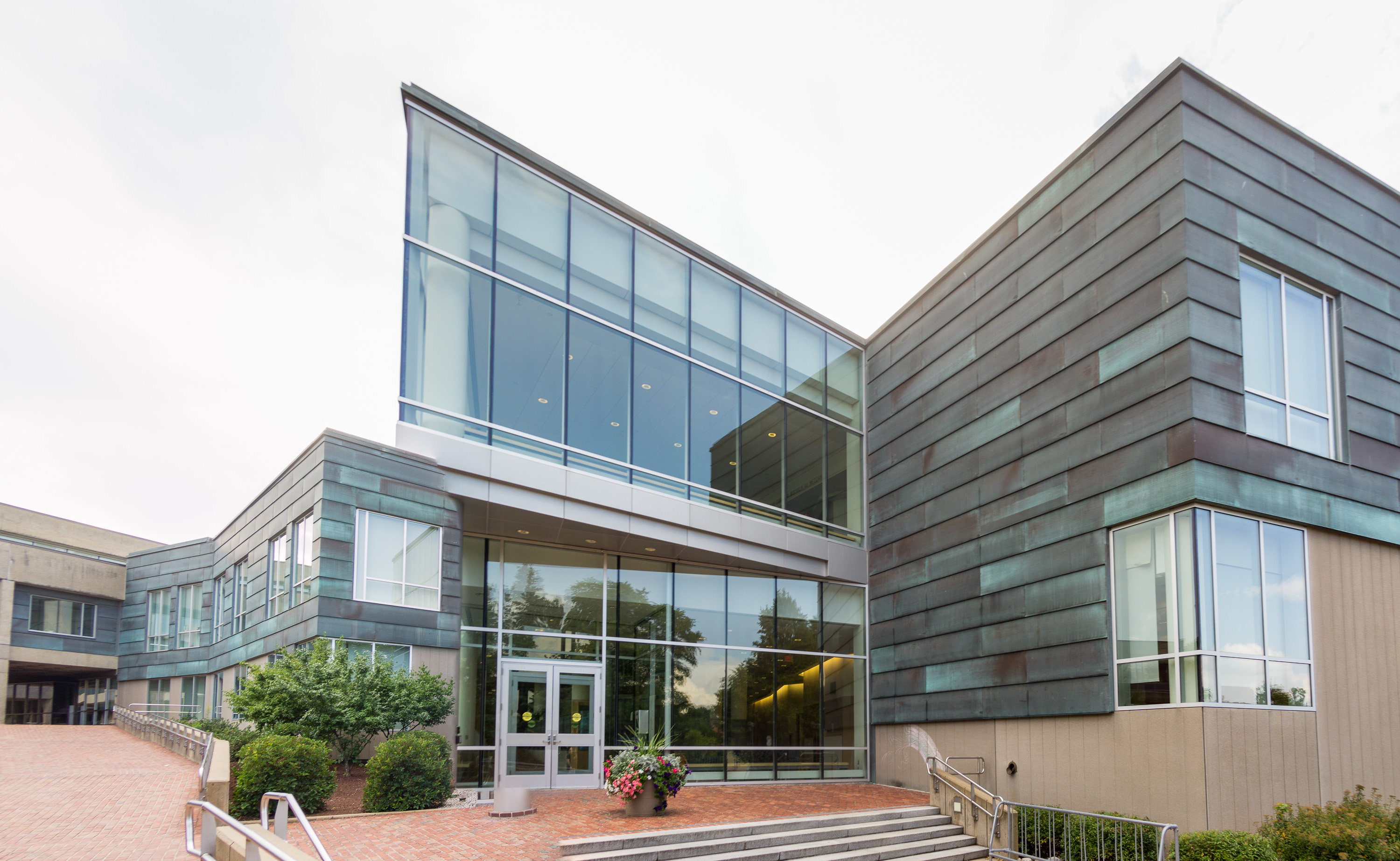
Az 1972-ben eredetileg Kirkland Egyetemnek épült Kirner-Johnson Épület ma a társadalomtudományi karok nagy részének ad otthont.

Az újabb épületek a modernizmus (pl. Milbank Hall) és brutalitás (Burke Library) jegyeit viselik. 2000 után épült a Blood Fitness and Dance Center (edzőtermek és táncművészeti stúdiók), a Wellin Museum of Art (művészeti múzeum, kiállítótér hallgatók számára) és a Kennedy Center for Theatre and Studio Arts (művészeti termek és stúdiók, színművészeti tantermek, előadóterek).
Az egyetem fedett jégpályával, úszómedencével, számos atlétikapályával, golfpályával büszkélkedik.
A Buttrick Hall nevű épületben született és nevelkedett Elihu Root, Nobel békedíjas politikus, akinek későbbi nyári rezidenciája, az Elihu Root House is az egyetem területén található.

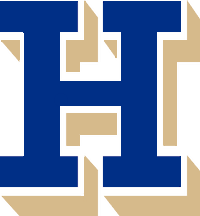
A Hamilton Continentals logója.

## Sportok
A Hamilton tagja a NESCAC-nek, azaz a New England-i Kisebb Egyetemek Sportszövetségének. Ide tartoznak még az Amherst, Bates, Bowdoin, Colby, Connecticut, Middlebury, Trinity, Tufts, Wesleyan, Williams Egyetemek.
A diákok számára elérhető sportok vagy collegiate (egyetemi), vagy intramural (egyetemen belüli) vagy klub szinten működnek. A collegiate csapatok más intézményekkel is versenyeznek, míg az utóbbi kettő kategóriában a diákok egymással tudják összemérni tudásukat.
Az egyetemi csapatok a Continentals (Kontinentálisok, az amerikai függetlenségi háborúban a királyi seregek ellen harcolók) névre hallgatnak. Kabalájuk Alex, aki alapítás korabeli háromszög alakú kalapot és öltözéket visel.
| Sport                  | Szint                            | Sportlétesítmény                                                    |
| ---------------------- | -------------------------------- | ------------------------------------------------------------------- |
| Alpesisí (f,n)         | Klub                             | Labrador hegység                                                    |
| Amerikai futball (f)   | Collegiate                       | Steuben Field                                                       |
| Atlétika (f,n)         | Collegiate                       | Pritchard Track Margaret Bundy Scott Field House                    |
| Baseball (f)           | Collegiate                       | Loop Road Baseball Complex                                          |
| Curling (f,n)          | Klub                             | Utica Curling Club Whitesboro, NY                                   |
| Evezés (f,n)           | Collegiate                       | Erie Csatorna, Rome Boathouse                                       |
| Frizbi (f,n)           | Klub                             |                                                                     |
| Futball (f,n)          | Collegiate, intramural, klub     | Love Field Withiam Field                                            |
| Golf (f,n)             | Collegiate,                      | Skenandoa Club, Clinton, NY Yahnundasis Golf Club, New Hartford, NY |
| Gyeplabda (n)          | Collegiate                       | Goodfriend Field                                                    |
| Hoki (f,n)             | Collegiate, intramural, klub     | Sage Rink                                                           |
| Kerékpár (f,n)         | Klub                             |                                                                     |
| Kenu (f,n)             | Klub                             |                                                                     |
| Kosárlabda (f,n)       | Collegiate, intramural, klub (n) | Margaret Bundy Scott Field House                                    |
| Lacrosse (f,n)         | Collegiate                       | Steuben Field                                                       |
| Műlovaglás (f,n)       | Klub                             | White Fox Farm                                                      |
| Műkorcsolya (f,n)      | Klub                             | Sage Rink                                                           |
| Rögbi (f,n)            | Klub                             | Golfpályák vagy Root Glen (f) Minor Field (n)                       |
| Röplabda (f,n)         | Intramural, collegiate (n)       | Alumni Gym Margaret Bundy Scott Field House                         |
| Sífutás (f,n)          | Klub                             | Golfpályák Root Glen                                                |
| Softball (n)           | Collegiate, intramural           | Mason Field                                                         |
| Squash (f,n)           | Collegiate                       | Little Squash Center                                                |
| Tájfutás (f,n)         | Collegiate                       | Hamilton Cross Country Track                                        |
| Tenisz (f,n)           | Collegiate                       | Tietje Family Tennis Center                                         |
| Úszás és műugrás (f,n) | Collegiate                       | Bristol Pool                                                        |
| Vitorlázás (f,n)       | Klub                             | Willow Bank Yacht Club Cazenovia, NY                                |
| Vívás (f,n)            | Klub                             | Alumni Gym                                                          |
| Vízilabda (f,n)        | Klub                             | Bristol Pool                                                        |

## Híres diákok
Az egyetem híresebb öregdiákjainak alábbi listájában nevük mögött, zárójelben, végzésük éve található.
- Elihu Root, Nobel békedíjas politikus, az Egyesült Államok külügyminisztere, hadügyminisztere és New York állam szenátora (1864)
- James S. Sherman, az Egyesült Államok alelnöke William H. Taft elnöksége alatt (1878)
- Ezra Pound, költő (1905)
- Marc Randolph, a Netflix társalapítója (1981)
- Paul Liberstein, színész, A hivatal c. sorozat egyik írója és szereplője (1989)
- Sarah J. Maas, regényíró (2008)
- Peter Falk, Columbo felügyelőt megszemélyesítő színész (hadseregbe lépése előtti években volt tanuló)

Az egyetemen tanított többek között Bernie Sanders, amerikai szenátor és 2016-os elnökjelölt.